# Президент Мьянмы
Президент Республики Союза Мьянма (бирм. ပြည်ထောင်စုမြန်မာနိုင်ငံတော်၏ သမ္မတများ) — высший государственный пост, глава правительства и государства Республики Союза Мьянма, избираемый на 5-летний срок. Временным президентом Мьянмы с 22 июля 2024 года является Мин Аун Хлайн.
Президент избирается коллегией выборщиков (членами Ассамблеи Союза), состоящей из трёх комитетов. Каждый из этих комитетов выдвигает того или иного кандидата на пост президента.

## Требования
В соответствии с Конституцией Мьянмы, президент должен:
1. быть лояльным к Союзу и его гражданам;
2. быть гражданином Мьянмы, родители которого, родились на территории Союза и являются его гражданами;
3. достичь к времени избрания возраста в 45 лет;
4. быть хорошо осведомлённым о политических, административных, экономических и военных делах Союза;
5. быть человеком, постоянно проживавшим в Союзе по крайней мере 20 лет до момента избрания президентом (официально разрешённое время пребывания за границей засчитывается в период проживания в Союзе)
6. не иметь гражданства иностранного государства, равно как любой из его родителей, супруг, любой из законных детей или их супругов;
7. обладать качествами, соответствующими квалификации поста президента, в дополнение к требованиям, предусмотренным для участия в выборах.

Кроме того, согласно статье 64 раздела III Конституции, после принятия присяги президенту запрещено принимать участие в деятельности любой политической партии.

## Процесс выборов
Президент Мьянмы избирается Коллегией выборщиков, составляемой из трех отдельных комитетов. Первый комитет состоит из депутатов, пропорционально представляющих регионы страны; второй — из депутатов, пропорционально представляющих населённые пункты; третий — из депутатов, назначенных главнокомандющим вооружённых сил. Каждый из трех комитетов назначает своего кандидата в президенты. Потом происходит голосование депутатов Ассамблеи Союза — кандидат, получивший наибольшее число голосов становится президентом, в то время как два других — вице-президентами.

## История
До 1863 года различные регионы современной Мьянмы, тогда Бирмы, находились под раздельным руководством. С 1862 по 1923 год Бирмой управляла колониальная администрация, расположенная в здании Секретариата в Рангуне, во главе с Главным комиссаром (31 января 1862 — 1 мая 1897), а затем Вице-губернатором (1 мая 1897 — 2 января 1923), находившимися под властью генерал-губернатора Индии. Подобное разделение объясняется расширением Британской Бирмы, в частности приобретением Верхней Бирмы и Шана, приведшим к модернизации руководства и расширении прав колонии — в 1897 году в Бирме был сформировано отдельное правительство и законодательный совет.
В 1937 году Бирма была официально отделена от Британской Индии и стала отдельной британской колонией, с избираемым двухпалатным законодательным органом, состоящим из Сената и Палаты представителей. С 2 января 1923 года по 4 января 1948 года Британская Бирма возглавлялась Губернатором, управлявшим правительством и отвечавшим за оборону, внешние связи, финансы и этнические регионы. С 1 января 1944 по 31 августа 1946 года Бирма возглавлялась военным губернатором. В период японской оккупации Бирмы с 1942 по 1945 год Бирма управлялась японским военачальником, в то время как Великобритания назначала своего губернатора в изгнании.
Должность президента была создана в 1948 году с принятием бирманской декларации независимости от Великобритании.
С 1997 по 2011 годы Мьянма управлялась военным Государственным советом мира и развития, правопреемником пришедшего к власти в 1988 году Государственного совета по восстановлению законности и порядка. Главой Государственного совета являлся «старший генерал» Тан Шве. Именно это правительство осуществило смену официального названия страны с «Бирма» на «Мьянма» в 1989 году. В последние годы правления Тан Шве, его режим приобретал всё больше черт монархии, в армии и по стране о нём говорили как о царе. В 2011 году ушёл в отставку в пользу преемника — генерала Тейн Сейна.

## Президенты Мьянмы (с 2011 года)
| № | Фото                                                               | Имя Годы жизни              | Срок полномочий | Срок полномочий           | Срок полномочий | Политическая партия                  | Правительство | Правительство | Ассамблея |
| № | Фото                                                               | Имя Годы жизни              | Начало          | Конец                     | Дни             | Политическая партия                  | Правительство | Правительство | Ассамблея |
| - | ------------------------------------------------------------------ | --------------------------- | --------------- | ------------------------- | --------------- | ------------------------------------ | ------------- | ------------- | --------- |
| 1 |                                                                    | Тейн Сейн (род. в 1945)     | 30 марта 2011   | 30 марта 2016             | 1827            | Партия солидарности и развития Союза | I             | ПСРС—Тамадо   | 1 (2010)  |
| 1 | Первый президент Республики Союза Мьянма                           | Тейн Сейн (род. в 1945)     |                 |                           |                 |                                      |               |               |           |
| 2 |                                                                    | Тхин Чжо (род. в 1946)      | 30 марта 2016   | 21 марта 2018             | 721             | Национальная лига за демократию      | II            | НЛД—Тамадо    | 2 (2015)  |
| 2 | Первый гражданский президент                                       | Тхин Чжо (род. в 1946)      |                 |                           |                 |                                      |               |               |           |
| — |                                                                    | Мьин Шве (1951—2025)        | 21 марта 2018   | 30 марта 2018             | 8               | Партия солидарности и развития Союза | II            | НЛД—Тамадо    | —         |
| — | Исполняющий обязанности                                            | Мьин Шве (1951—2025)        |                 |                           |                 |                                      |               |               |           |
| 3 |                                                                    | Вин Мьин (род. в 1951)      | 30 марта 2018   | 1 февраля 2021            | 1040            | Национальная лига за демократию      | III           | НЛД—Тамадо    | 3 (2018)  |
| 3 | Второй гражданский президент                                       | Вин Мьин (род. в 1951)      |                 |                           |                 |                                      |               |               |           |
| — |                                                                    | Мьин Шве (1951—2025)        | 1 февраля 2021  | 22 июля 2024              | 1267            | Партия солидарности и развития Союза | -             | -             | —         |
| — | Временный, назначен хунтой в ходе переворота                       | Мьин Шве (1951—2025)        |                 |                           |                 |                                      |               |               |           |
| — |                                                                    | Дува Лаши Ла (род. в 1950)  | 16 апреля 2021  | альтернативно действующий | 1574            | Беспартийный                         | ПНЕ           | -             | 4 (2020)  |
| — | Временный, назначен ПКАС после переворота                          | Дува Лаши Ла (род. в 1950)  |                 |                           |                 |                                      |               |               |           |
| — |                                                                    | Мин Аун Хлайн (род. в 1956) | 22 июля 2024    | действующий               | 381             | Партия солидарности и развития Союза | -             | -             | —         |
| — | Временный, сменил Мьин Шве, покинувшего пост по состоянию здоровья | Мин Аун Хлайн (род. в 1956) |                 |                           |                 |                                      |               |               |           |
| — |                                                                    | Дува Лаши Ла (род. в 1950)  | 16 апреля 2021  | альтернативно действующий | 1574            | Беспартийный                         | ПНЕ           | -             | 4 (2020)  |
| — | Временный, назначен ПКАС после переворота                          | Дува Лаши Ла (род. в 1950)  |                 |                           |                 |                                      |               |               |           |